# Kabinett Späth IV
Das Kabinett Späth IV bestand in der 10. Wahlperiode des Landtags Baden-Württemberg, nach der Traumschiff-Affäre übernahm das Kabinett Teufel I unter Ministerpräsident Teufel die Amtsgeschäfte.
| Amt | Name                                                                                 | Partei | Partei |
| --- | ------------------------------------------------------------------------------------ | ------ | ------ |
| Ministerpräsident | Lothar Späth                                                                         |        | CDU    |
| Stellvertretender Ministerpräsident                                                                                   | Gerhard Weiser                                                                       |        | CDU    |
| Minister für Ernährung, Landwirtschaft, Umwelt und Forsten                                                            | Gerhard Weiser                                                                       |        | CDU    |
| Inneres | Dietmar Schlee                                                                       |        | CDU    |
| Wissenschaft und Kunst                                                                                                | Helmut Engler                                                                        |        | CDU    |
| Kultus und Sport | Gerhard Mayer-Vorfelder                                                              |        | CDU    |
| Justiz und Bundesangelegenheiten                                                                                      | Heinz Eyrich                                                                         |        | CDU    |
| Finanzen | Guntram Palm                                                                         |        | CDU    |
| Wirtschaft, Mittelstand und Technologie                                                                               | Martin Herzog (bis 26. September 1989)                                               |        | CDU    |
| Wirtschaft, Mittelstand und Technologie                                                                               | Hermann Schaufler (ab 27. September 1989)                                            |        | CDU    |
| Arbeit, Gesundheit, Familie und Sozialordnung                                                                         | Barbara Schäfer                                                                      |        | CDU    |
| Umwelt | Erwin Vetter                                                                         |        | CDU    |
| Staatssekretär im Innenministerium                                                                                    | Robert Ruder (bis 11. Juli 1990)                                                     |        | CDU    |
| Staatssekretär im Ministerium für Justiz, Bundes- und Europaangelegenheiten und Bevollmächtigter des Landes beim Bund | Gustav Wabro                                                                         |        | CDU    |
| Staatssekretär im Ministerium für Umwelt                                                                              | Werner Baumhauer                                                                     |        | CDU    |
| Staatsrat für Kunst                                                                                                   | Wolfgang Gönnenwein                                                                  |        | CDU    |
| Politischer Staatssekretär im Staatsministerium                                                                       | Gundolf Fleischer (bis 26. September 1989)                                           |        | CDU    |
| Politischer Staatssekretär im Ministerium für Ländlichen Raum, Ernährung, Landwirtschaft und Forsten                  | Ventur Schöttle                                                                      |        | CDU    |
| Politischer Staatssekretär im Innenministerium                                                                        | Alfons Maurer (bis 8. Februar 1990) Gundolf Fleischer (ab 11. Juli 1990)             |        | CDU    |
| Politischer Staatssekretär im Ministerium für Kultus und Sport                                                        | Marianne Schultz-Hector                                                              |        | CDU    |
| Politischer Staatssekretär im Ministerium für Wissenschaft und Kunst                                                  | Norbert Schneider                                                                    |        | CDU    |
| Politischer Staatssekretär im Ministerium für Justiz, Bundes- und Europaangelegenheiten                               | Eugen Volz                                                                           |        | CDU    |
| Politischer Staatssekretär im Finanzministerium                                                                       | Heinz Heckmann (bis 30. September 1989) Eugen Volz (ab 1. Oktober 1989)              |        | CDU    |
| Politischer Staatssekretär im Ministerium für Wirtschaft, Mittelstand und Technologie                                 | Hermann Schaufler (bis 26. September 1989) Gundolf Fleischer (ab 27. September 1989) |        | CDU    |
| Politischer Staatssekretär im Ministerium für Arbeit, Gesundheit, Familie und Sozialordnung                           | Hermann Mühlbeyer                                                                    |        | CDU    |
| Staatssekretär im Staatsministerium                                                                                   | Lorenz Menz                                                                          |        | CDU    |